# Schortens
Schortens är en stad i distriktet Friesland i den tyska delstaten Niedersachsen. Staden har cirka 21 000 invånare.

## Geografi
Schortens ligger i nordvästra Tyskland, nära Nordsjökusten och havsviken Jadebusen, på den ostfriesiska halvön. Staden ligger på det nordtyska låglandet. Delar av Schortens ligger inom landskapstypen geest och andra delar inom marskland.
I nordväst gränsar Schortens till Jever, i norr mot Wangerland, i ost mot Wilhelmshaven, i söder mot Sande och i sydväst mot Friedeburg.

## Historia

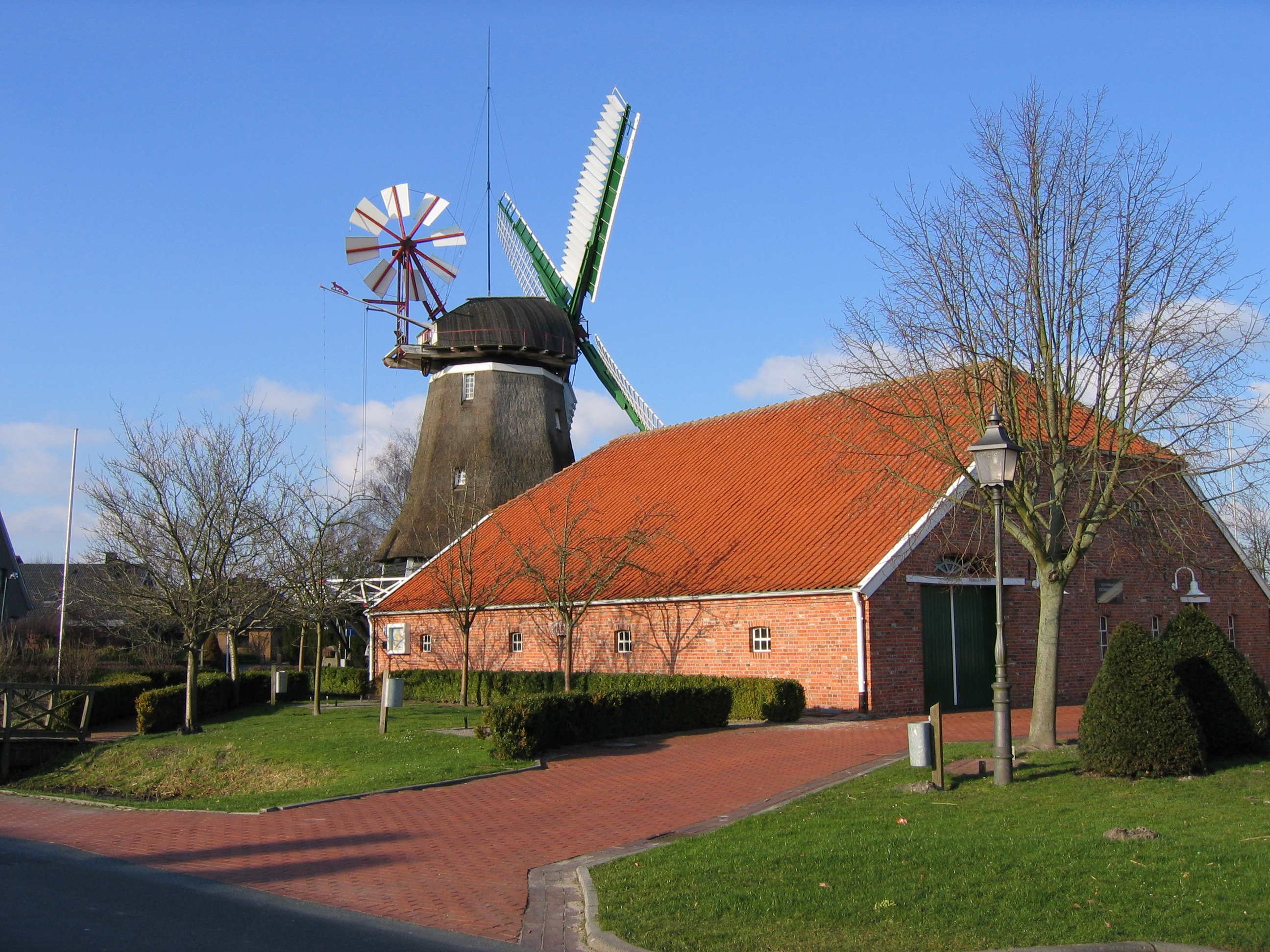
Väderkvarn i stadsdelen Accum. Accum omnämns första gången av Bremens ärkebiskop Ansgar år 840

Schortens ligger inom det historiska området Jeverland. Området har varit bebott sedan 400-talet, men dagens Schortens började utvecklas först på medeltiden kring St. Stefans-kyrkan och runt klostret Oestringfelde. Schortens omnämns första gången 1158 i samband med bygget av St. Stefans-kyrkan, vilket är den äldsta kyrkan i Jeverland. Kyrkan byggdes på torrt geest-område för att undvika översvämningar i samband med stormfloder.
På 1200-talet, under tiden för den frisiska friheten, ägde en konflikt rum i Sillenstede mellan de frisiska landskapen Östringen och Wangerland. När den fejden var slut 1233 byggdes St. Florian-kyrkan i Sillenstede. På 1300- och 1400-talet utspelades olika konflikter i området mellan Ostfrieslands hövdingar. Den frisiske hövdingen Lübbe Onneken är begraven i kyrkan i Accum (1476).
Fram till 1786 var området indelat i kyrksocknar. Från och med 1786 blev Schortens en kommun och senare också stad. Under andra hälften av 1800-talet växte Schortens som en följd av flottans utveckling i näraliggande Wilhelmshaven. Efter första världskriget följde hög arbetslöshet i Schortens. Efter andra världskriget ökade Schortens befolkning till följd av ankommande flyktingar. Kommunreformen 1972 innebar att Schortens lades ihop med Sillenstede och år 2005 fick Schortens stadsrättigheter.

St. Stefans-kyrkan i Schortens
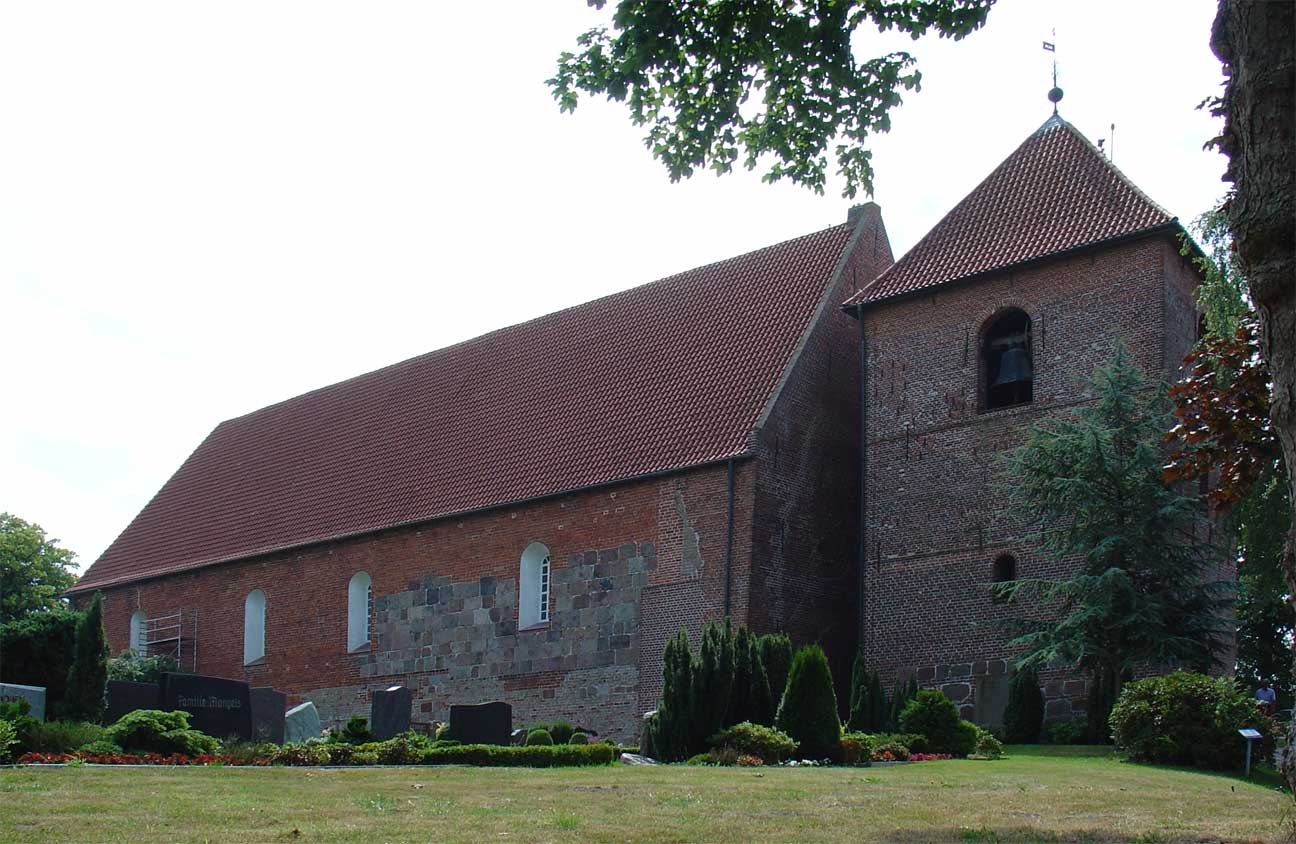
St.Stefans-kyrkan i Schortens
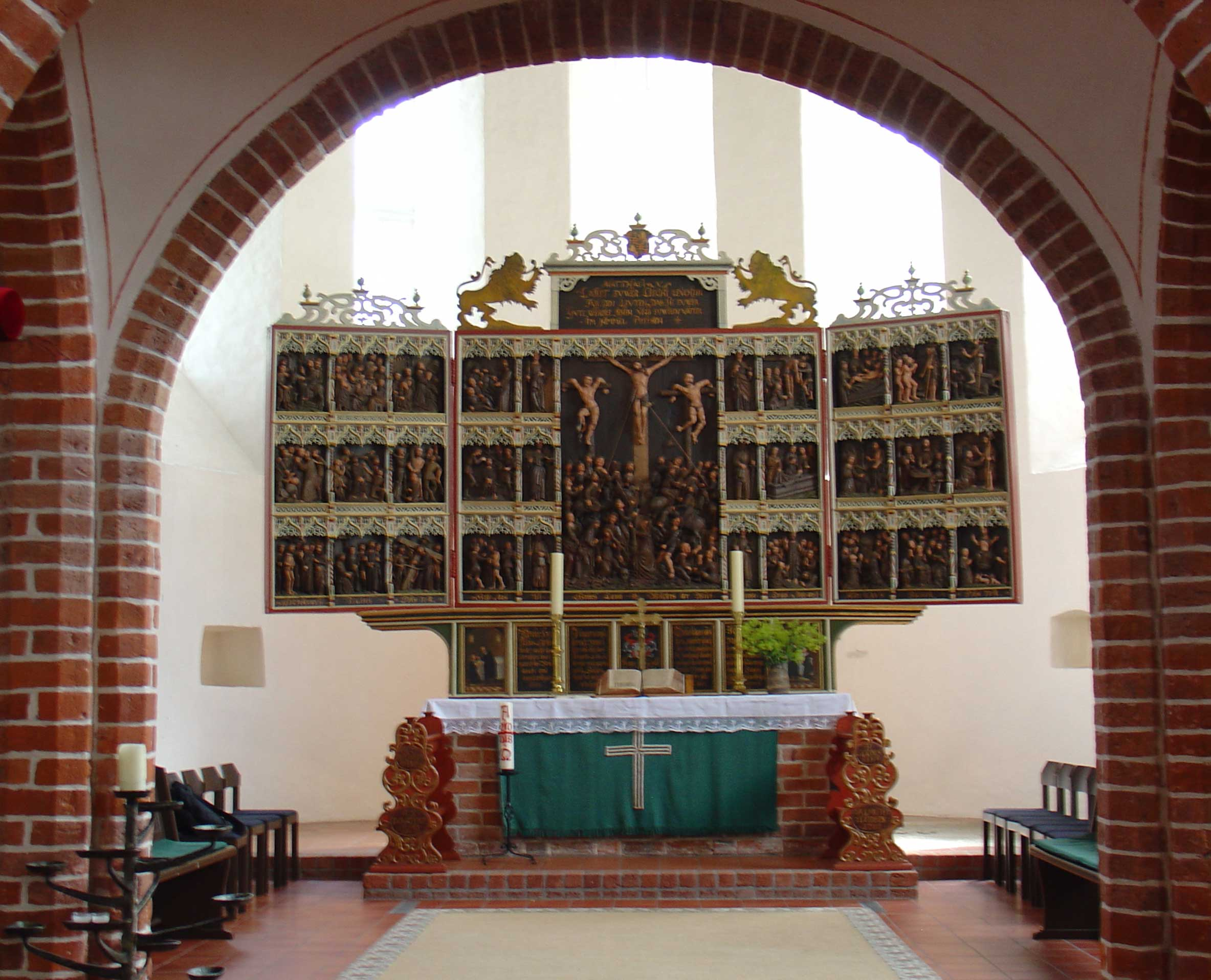
Altaret
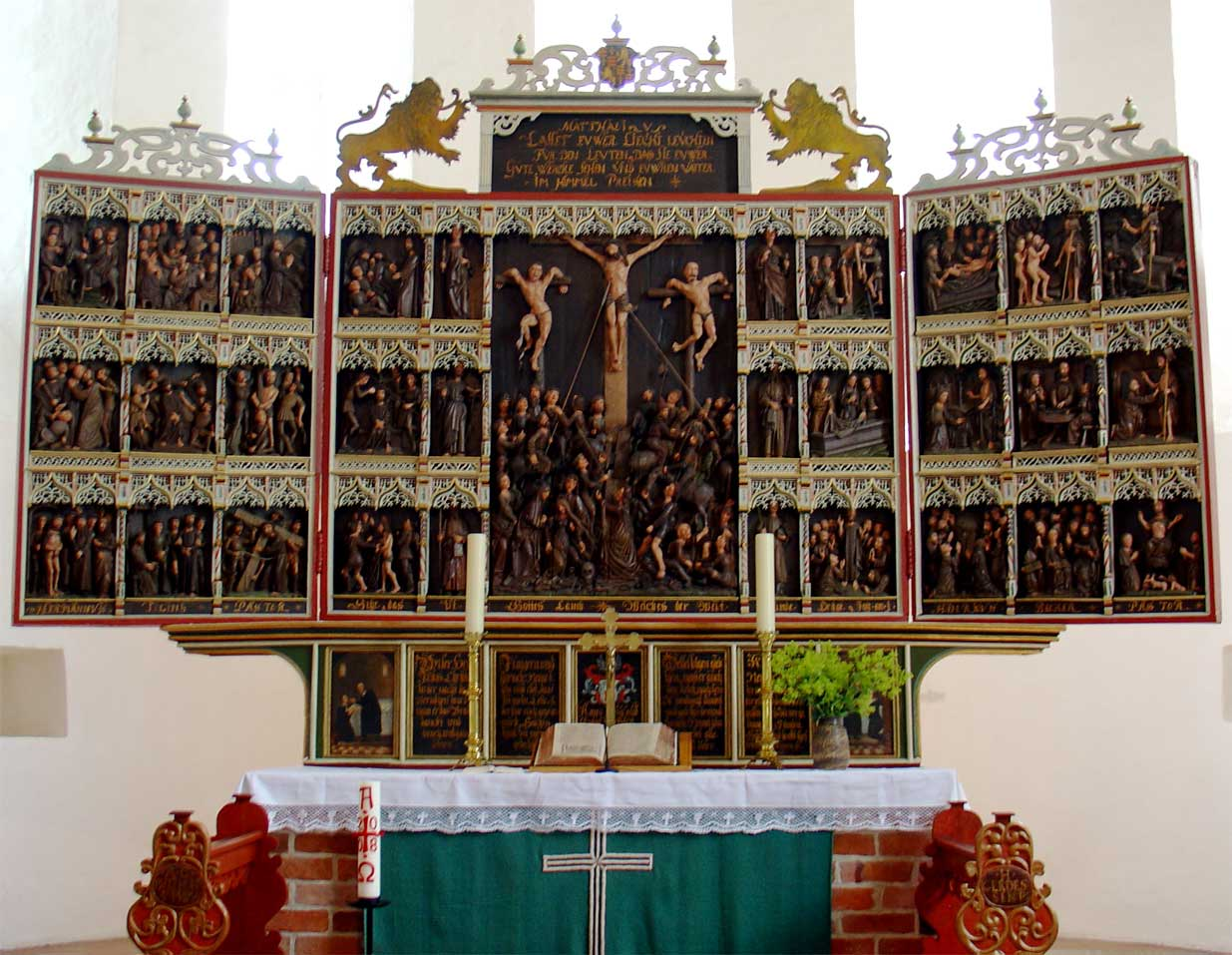
Altaret
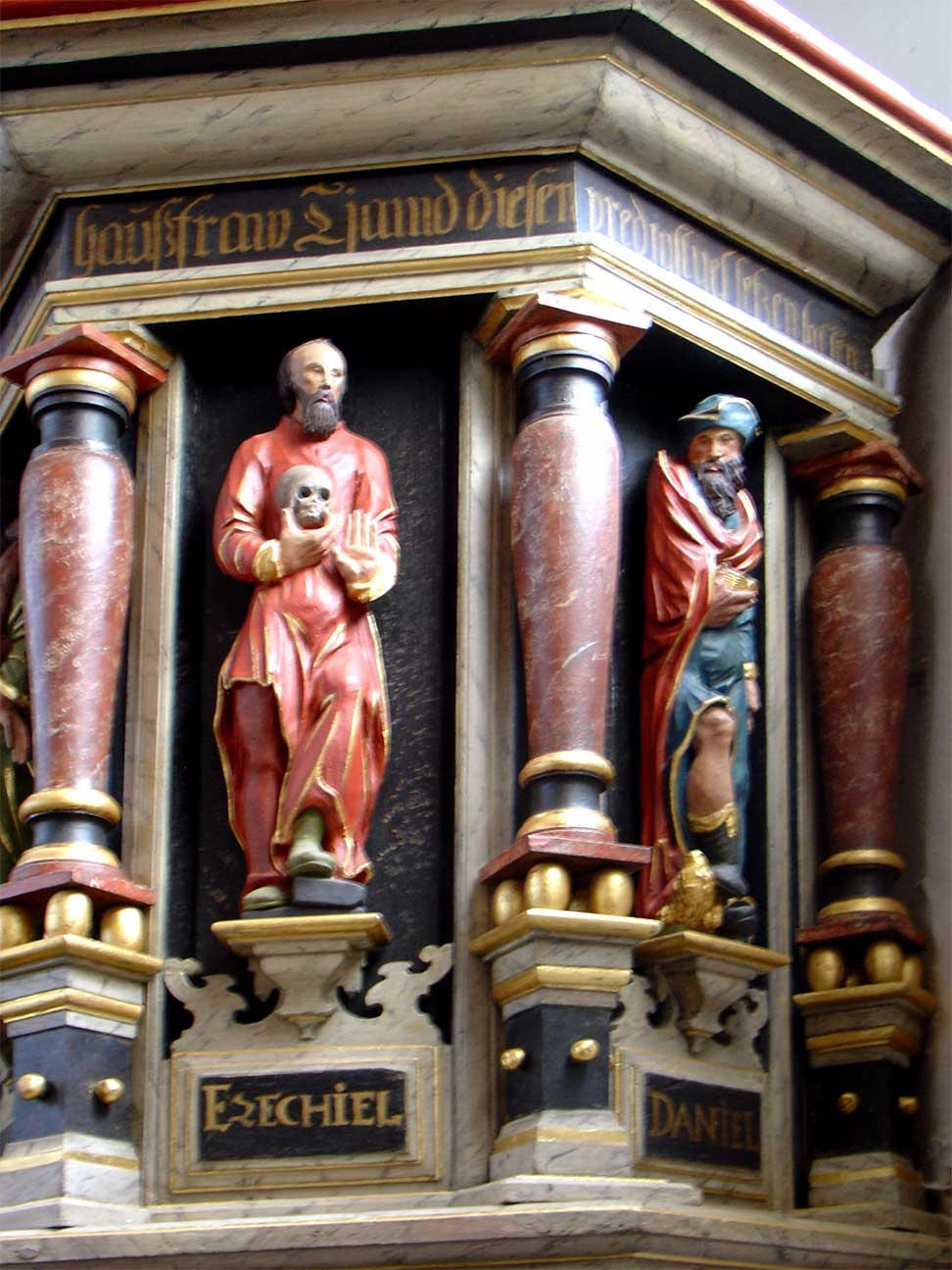
Interiör från St. Stefans-kyrkan

## Näringsliv

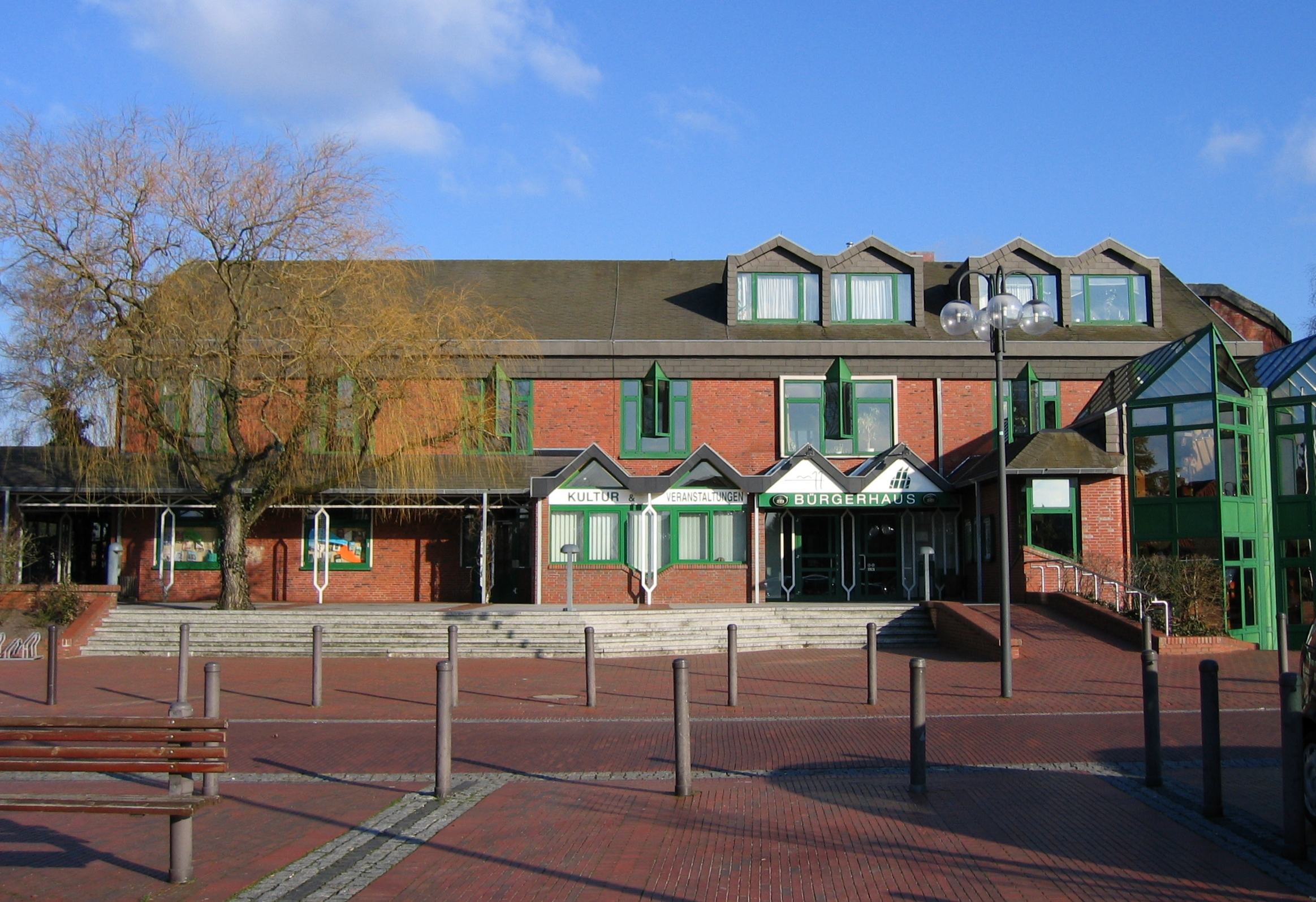
Medborgarhuset i Schortens

I Schortens finns ett antal mindre industrier. Tidigare dominerades stadens näringsliv av skrivmaskinstillverkaren Olympia AG. 
Motorvägen A29 går genom kommunen. Schortens ligger även vid järnvägen mellan Wilhelmshaven, Sande och Esens.